# Unités urbaines en Lozère
Les unités urbaines en Lozère sont des agglomérations urbaines françaises situées dans le département de la Lozère, en région Occitanie.
Elles sont définies principalement sur le critère de la continuité du bâti par l’Institut national de la statistique et des études économiques (Insee). Plus précisément, l'unité urbaine correspond à une commune ou un ensemble de communes dont plus de la moitié de la population réside dans une zone agglomérée de plus de 2 000 habitants dans laquelle aucune habitation n'est séparée de la plus proche de plus de 200 mètres.
En 2010, la Lozère comprend 5 unités urbaines.
En 2020, avec un nouveau zonage, les unités urbaines restent au nombre de 5, mais l'unité urbaine de Langogne n'est plus composée que d'une seule commune.
En 2020, elles représentent 5 % de la superficie du département, mais elles en représentent 37,19 % de la population, soit plus du tiers.

## Liste des unités urbaines selon zonage de 2020
Le tableau ci-dessous présente la liste des cinq unités urbaines dans le département (classées par code insee) :
| Code Insee | Unité urbaine        | Communes | Aire d'attraction    | Superficie (km²) | Population (2022) | Densité (hab/km²) |
| ---------- | -------------------- | -------- | -------------------- | ---------------- | ----------------- | ----------------- |
| 48101      | Langogne             | 1        | -                    | 31,4             | 2 860             | 91                |
| 48102      | La Canourgue         | 2        | -                    | 129              | 3 164             | 25                |
| 48103      | Saint-Chély-d'Apcher | 1        | Saint-Chély-d'Apcher | 28,3             | 4 025             | 142               |
| 48201      | Marvejols            | 2        | Marvejols            | 33,1             | 5 920             | 179               |
| 48301      | Mende                | 1        | Mende                | 36,6             | 12 322            | 337               |

## Pour approfondir